# Kornél Mundruczó
Kornél Mundruczó (pron. AFI: [ˈkorneːl ˈmundrut͡soː]; Gödöllő, 3 aprile 1975) è un regista e sceneggiatore ungherese di cinema e teatro.
I suoi film sono stati spesso presentati in concorso al Festival di Cannes, dove ha vinto nel 2014 il premio Un Certain Regard con White God - Sinfonia per Hagen.

## Biografia
D'origine per metà romena, Mundruczó si laurea alla Színház- és Filmművészeti Egyetem di Budapest nel 1998 come attore e nel 2003 come regista. Fa il suo esordio alla regia nel 2000. Due anni più tardi, poco dopo aver terminato gli studi, dirige il cortometraggio Afta, premiato a diversi festival internazionali. Con Szép napok (2002), il suo secondo lungometraggio, ha vinto il Pardo d'argento al Festival di Locarno. Il suo cortometraggio A 78-as szent Johannája viene presentato alla Quinzaine des Réalisateurs del Festival di Cannes 2003. Dopo aver concorso col cortometraggio Kis apokrif no. 2 nella sezione Cinéfondation del Festival l'anno seguente, Mundruczó è riuscito a sviluppare un suo film successivo, Delta, col sostegno del programma della suddetta. È membro dell'European Film Academy dal 2004.
Nel 2005 concorre a Cannes nella sezione Un Certain Regard con Johanna. In seguito, il suo quarto, quinto e settimo lungometraggio hanno concorso nella sezione centrale del Festival: Delta nel 2008; Szelíd teremtés: A Frankenstein-terv nel 2010; ed Una luna chiamata Europa nel 2017. Delta vi si è anche aggiudicato il premio della Fédération internationale de la presse cinématographique (FIPRESCI). Nel 2014, Mundruczó ha concorso nuovamente a Un Certain Regard con White God - Sinfonia per Hagen, vincendovi il premio principale. Il film è poi stato scelto per rappresentare l'Ungheria come miglior film straniero ai premi Oscar 2015.
Nel 2009 ha fondato la compagnia teatrale indipendente Proton Theatre assieme alla produttrice Dóra Büki. Come direttore artistico della compagnia, Mundruczó ha messo in scena diverse opere, tra cui: Ghiaccio (2006) di Vladimir Sorokin; Frankenstein-project (2007), da Mary Shelley, da cui ha tratto il suo film Szelíd teremtés: A Frankenstein-terv; È difficile essere un dio (2010) dei fratelli Strugackij; e Vergogna (2012) di J. M. Coetzee, a cui si è ispirato per White God - Sinfonia per Hagen. Dal 2017 è candidato al Premio Europa Realtà Teatrali del Premio Europa per il Teatro. Nel 2020 ha diretto il suo primo film in lingua inglese, Pieces of a Woman, in concorso alla 77ª Mostra del cinema di Venezia.

## Filmografia

### Lungometraggi
- Nincsen nekem vágyam semmi (2000)
- Szép napok (2002)
- Szent Johanna, episodio di Jött egy busz… (2003)
- Johanna (2005)
- Short Lasting Silence, episodio di Lost and Found (2005)
- Delta (2008)
- Szelíd teremtés: A Frankenstein-terv (2010)
- White God - Sinfonia per Hagen (Fehér isten) (2014)
- Una luna chiamata Europa (Jupiter holdja) (2017)
- Pieces of a Woman (2020)
- Quel giorno tu sarai (Evolution) (2021)

### Cortometraggi
- Afta (2002)
- Kis apokrif no. 1 (2002)
- A 78-as szent Johannája (2003)
- Kis apokrif no. 2 (2004)

### Televisione
- The Crowded Room – miniserie TV, 3 puntate (2023)

### Come produttore esecutivo
- Una spiegazione per tutto (Magyarázat mindenre), regia di Gábor Reisz (2023)

## Riconoscimenti

### Premi cinematografici
- European Film Awards
  - 2002 – Candidatura alla miglior rivelazione per Szép napok
  - 2015 – Candidatura al premio del pubblico al miglior film europeo per White God – Sinfonia per Hagen
- Festival di Cannes[11][14][15][16][17][29]
  - 2003 – In competizione per il premio Cinéfondation per Kis apokrif no. 2
  - 2005 – In competizione per il premio Un Certain Regard per Johanna
  - 2008 – Premio Fipresci per Delta
  - 2008 – In competizione per la Palma d'oro per Delta
  - 2010 – In competizione per la Palma d'oro per Szelíd teremtés: A Frankenstein-terv
  - 2014 – Premio Un Certain Regard per White God – Sinfonia per Hagen
  - 2017 – In competizione per la Palma d'oro per Una luna chiamata Europa
- Festival di Locarno[9]
  - 2002 – Pardo d'argento alla miglior opera prima o seconda per Szép napok
- Festival internazionale del cortometraggio di Oberhausen[5][6]
  - 2001 – ARTE European Short Award per Afta
  - 2001 – Menzione d'onore al Premio della Giuria Ecumenica per Afta
  - 2003 – Premio della Giuria Ecumenica per Kis apokrif no. 1
- Mostra internazionale d'arte cinematografica[28]
  - 2020 – In competizione per il Leone d'oro per Pieces of a Woman

### Premi teatrali
- Premio Europa per il teatro
  - 2017 – Candidatura al Premio Europa Realtà Teatrali[27]